# Речицький ключ
Речицький ключ (волость) — група населених пунктів у складі Рудської губернії. На чолі стояв ключовий економ. За даними коморника Людвіка Кройца, мав в 1765 році 280 волок.
Стан на 1783 рік:

## Села
- Нехолсти
- Речиця
- Сичі
- Скоки
- Яцковичі